# Gerald Moss
Gerald „Jerry“ Moss (* 22. März 1936 in Miami Beach; † Dezember 2008 in Miami) war ein US-amerikanischer Tennisspieler. In seiner Jugend wurde er zudem teilweise als Gerry Moss geführt.

## Karriere
Mit 9 Jahren begann Gerald Moss in einem lokalen Tenniscenter mit dem Tennissport. Einer seiner frühen Trainer war Gardnar Mulloy. Kurz vor seinem 12. Geburtstag gewann er zum ersten Mal den Orange Bowl. Er gewann mehrmals den Orange Bowl sowie die US-amerikanischen Jugendtennismeisterschaften in verschiedenen Altersklassen. Außerdem gewann er 1955 sowohl im Einzel als auch im Doppel mit Michael Green den Juniorentitel der Australian Championships, die später als Australian Open ausgetragen wurden. Zwischen 1958 und 1961 spielte er für die Tennismannschaft der University of Miami und wurde in dieser Zeit zweimal zum All-American gewählt.
Zwischen 1953 und 1962 trat Moss siebenmal bei den U.S. Championships, die später als US Open ausgetragen wurden, an. Im Einzel erreichte er dreimal die dritte Runde, sein größter Erfolg stellte sich aber im Doppel ein. Im Jahr 1955 erreichte er mit William Quillian das Doppelfinale, in welchem sie den Japanern Kosei Kamo und Atsushi Miyagi in fünf Sätzen unterlagen. Sein bestes Ergebnis bei einem anderen Grand-Slam-Turnier hatte Moss 1955 in Australian Championships, als er im Einzel die dritte Runde erreichte. In Europa spielte er 1957 verschiedene Turniere in Italien und Frankreich, beispielsweise die später als French Open gespielten Internationalen französischen Meisterschaften. Nach 1962 spielte er bei keinem hochklassigen Turnier mehr.
In den 1960er Jahren arbeitete Moss in New York in einem Tenniscenter mit Indoor-Tennisplätzen.
Im Jahr 1992 wurde Moss in die University of Miami Sports Hall of Fame aufgenommen.

## Persönliches
Zwischen 1958 und 1961 studierte Moss an der University of Miami.
Er war 44 Jahre mit seiner Ehefrau Sherry zusammen. Seine Töchter Caryn und Stacy trainierte er, sie wurden beide wie ihr Vater zu All-Americans im Collegetennis gewählt. Gerald Moss starb 2008 an einem Lymphom.

## Erfolge bei Grand-Slam-Turnieren

### Doppel

#### Finalteilnahmen
| Nr. | Datum              | Turnier            | Belag | Partner          | Finalgegner               | Ergebnis                |
| --- | ------------------ | ------------------ | ----- | ---------------- | ------------------------- | ----------------------- |
| 1.  | 11. September 1955 | U.S. Championships | Rasen | William Quillian | Kosei Kamo Atsushi Miyagi | 3:6, 3:6, 6:3, 6:1, 4:6 |